# Chailly-sur-Armançon
Chailly-sur-Armançon é uma comuna francesa na região administrativa da Borgonha-Franco-Condado, no departamento de Côte-d'Or. Estende-se por uma área de 19,3 km². Em 2010 a comuna tinha 255 habitantes (densidade: 13,2 hab./km²).